# サモサ

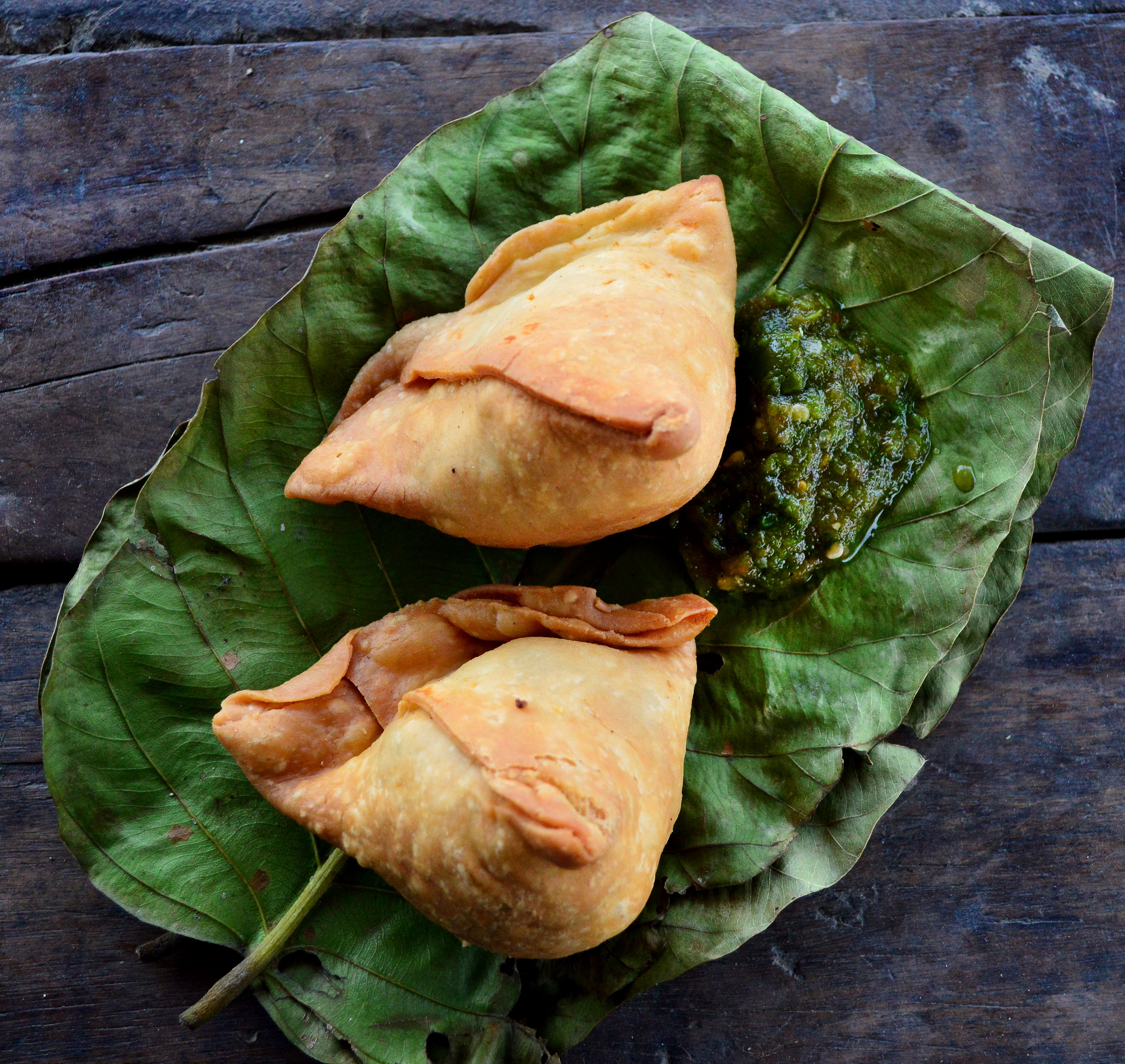
チャツネが添えられたサモサ

サモサ（サモーサー、ウルドゥー語: سموسہ、ヒンディー語: समोसा、英語: samosa、[səˈmoʊsə]) ( 発音）とは、南アジア、西アジアの料理で供される軽食である。野菜、香辛料を効かせたジャガイモ、タマネギ、エンドウマメなどがフィリング（詰め物）として使われるペイストリーの一種であり、肉や魚が具材になることもある。小麦粉を練って薄く伸ばした生地に香辛料を加えて炒めた具材からなるフィリングを包み込み、三角形などに成形して揚げた料理である。ジンガ・サモサ（エビのサモサ）、キーマー・サモサ（挽肉のサモサ）、アル・マター・サモサ（ジャガイモとグリーンピースのサモサ）などフィリングの種類によって呼び方が変わり、形状は三角形、円錐形、三日月形と、地域によって異なる
。サモサにはチャツネ（チャトゥニー）が添えられることが多く、その起源は遅くとも中世に遡る。
家庭で作られるだけでなく、露店や食堂など様々な場所で売られている料理である。

## 語源
サモサの名称は中期ペルシア語で「三角形のペストリー」を意味するsanbosag（ سنبوسگ）から派生したヒンドゥスターニー語のsamosa（سموسہ、समोसा)）という単語に由来する。アラビア語ではサモサと類似する食品はサンブーサクという言葉で呼ばれており、また中世のアラビア語の料理書ではsambusajと綴られることもあるがいずれの単語もペルシア語のsanbosagからの借用語である。

## 歴史

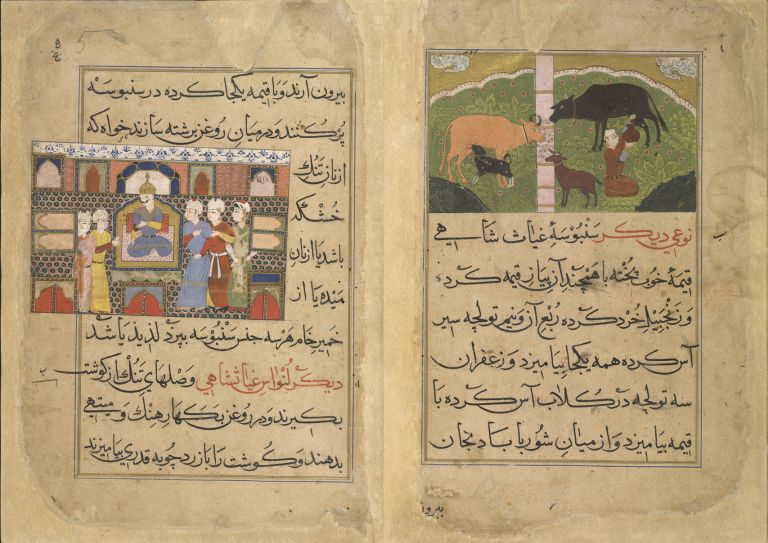
"Nimatnama-i-Nasiruddin-Shahi"の写本内のサモサのレシピ

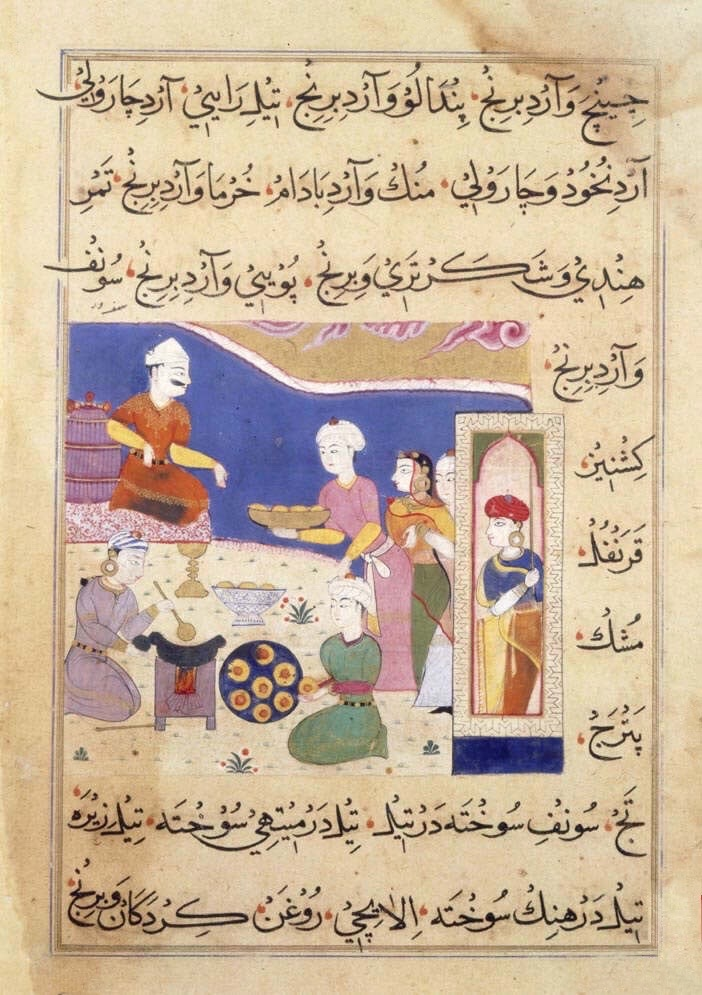
Medieval16世紀の"Nimatnama-i-Nasiruddin-Shahi"のペルシア語写本の挿絵には、サモサが供されている様子が描かれている

南アジアで食されているサモサは中世の中東で作られていた料理が原形になっていると考えられており
、当時のサモサは揚げ物ではなく焼き上げられた料理だった。サモサの前身について最初に言及したのは、アッバース朝時代の詩人イスハーク・アル＝マウスィリーであり、sanbusajを称賛する文を残している。また、11世紀のイランの歴史家であるアブル・ファドル・バイハキーは、自著の"Tarikh-e Beyhaghi"でsanbosagについて述べている。10世紀から13世紀のアラビア語の料理書ではsanbusak, sanbusaq, and sanbusajという名称が使われているが、これらはすべてペルシア語のsanbosagに由来する。イランでは16世紀まではsanbosagは広く食べられていたが、20世紀には一部の地域のみで好まれる料理になり、ラーレスターンではsambusasという名称で呼ばれている。
13-14世紀に北インドのデリー・スルターン朝に仕えていた中東・中央アジア出身の宮廷料理人によって、インド亜大陸の食文化にサモサが取り入れられる。デリー・スルターン朝の学者・詩人であるアミール・ホスローは、1300年頃に王子たちや貴族たちが「肉、ギー、タマネギなどから作られたサモサ」を楽しんでいた記録を残している。14世紀の旅行家であるイブン・バットゥータはトゥグルク朝時代のムルターン、デリーの宮廷で宴席に招かれた際にサムーサクと呼ばれるパイの一種が出されたことを記している。バットゥータが出されたサムーサクの中身は香辛料を加えた挽肉、アーモンド、ピスタチオ、クルミ、タマネギであり、バターで揚げたものだと伝えられている。マールワー王国の君主ギヤースッディーン・シャーに献呈された料理書"Nimatnama-i-Nasiruddin-Shahi"にはサモサのレシピが収録され、16世紀のムガル帝国の文書である"Ain-i-Akbari"では、ゴッタブという料理がヒンドゥスターンではsanbúsahと呼ばれていることが記されている。
サモサは風味と簡便さによって人気を博し、労働者や中央アジアと南アジアを移動する旅行者にとって、簡単に入手できる携帯食となった。

## 地域ごとのバリエーション

### インド
サモサの生地は中力粉（マイダ）で作られ、角切りにした後加熱した、もしくは潰したジャガイモ、タマネギ、グリーンピース、レンズマメ、ショウガ、香辛料、青唐辛子などを混ぜたフィリングが詰められ
、具によってベジタリアン（ベジ）用の料理にも、非ベジタリアン（ノンベジ）用の料理にもなりうる。フィリングを包んだ生地を植物油、ごくまれにギーで黄金色になるまで揚げ、料理は完成する。出来上がったサモサは温かい状態で供され、ミントやコリアンダーなどの新鮮な青物のチャツネが添えられることが多い。また、サモサは甘い菓子として調理されることもある。インドのストリートフードであるチャートにはサモサも含まれており、ヒヨコマメか白エンドウの伝統的な付け合わせとともに、ヨーグルト、タマリンドのチャツネ、青物のチャツネ、刻んだタマネギ、コリアンダー、チャットマサラが添えられる。
インドのアッサム州、オリッサ州、西ベンガル州、ビハール州、ジャールカンド州では、サモサの東インド版ともいえるシンガラ（চিংৰা）が好まれている。シンガラは他の地域のサモサよりもやや小ぶりであり、フィリングは茹でた角切りのジャガイモ、ピーナッツのほか、時おりレーズンが入れられる。中力粉で作られた生地は薄く、風味の豊かなパイ皮のようなサクサクした生地が良質のシンガラの特徴である。
シンガラはティータイムの軽食でも出され、甘い菓子として作られることもある。ベンガル地方のシンガラは三角形をしており、ジャガイモ、エンドウマメ、タマネギ、角切りのアーモンド、その他の野菜がフィリングにされ、他の地方のサモサやシンガラよりも揚げる時間が長く、バリバリとした食感になる。シンガラのノンベジ向けのバリエーションとして、マトンのシンガラと魚のシンガラがあり、ココナッツのシンガラや、コアを包んでシロップに浸したミシュティ・シンガラという菓子のシンガラも作られている。
ハイデラバードでは、ルクミというサモサの一種が食べられている。厚みのあるパイ生地で挽肉を包んだ小型のペイストリーであり、挽肉の代わりにタマネギが入れられることもある。
アーンドラ・プラデーシュ州、カルナータカ州、ケララ州、タミル・ナードゥ州のサモサは他の地域と生地の折り方が異なり、香辛料を効かせたマッシュポテト、フライドオニオン、ニンジン、キャベツ、カレーリーフ、青唐辛子がフィリングに使われることが多く、チャツネを添えずに食べられることが多い。

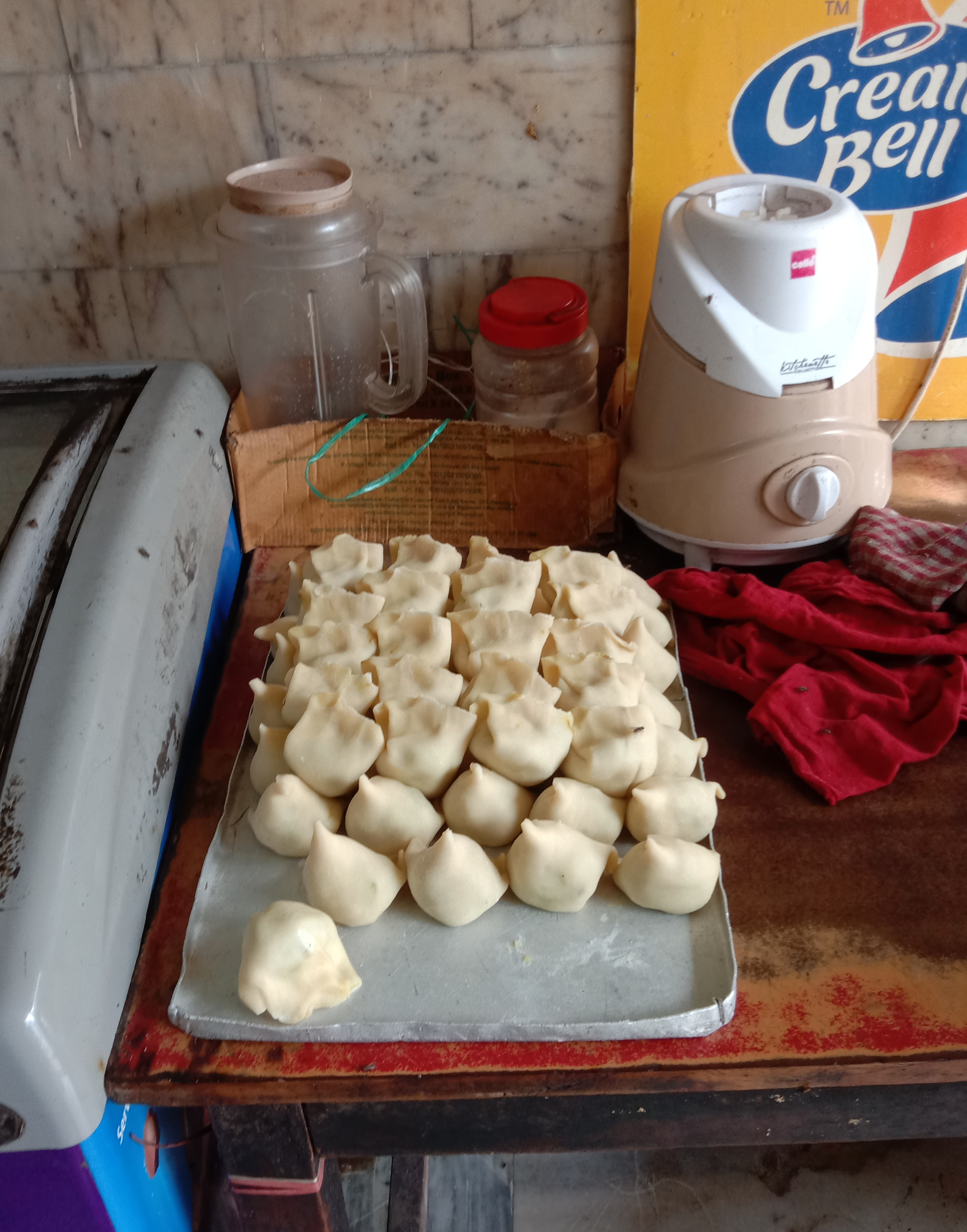
コルカタの菓子店で並べられている揚げる前のサモサ
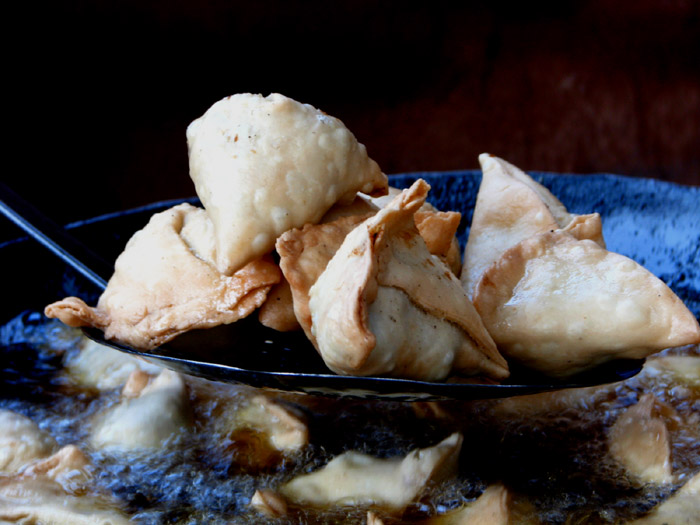
インドのサモサ
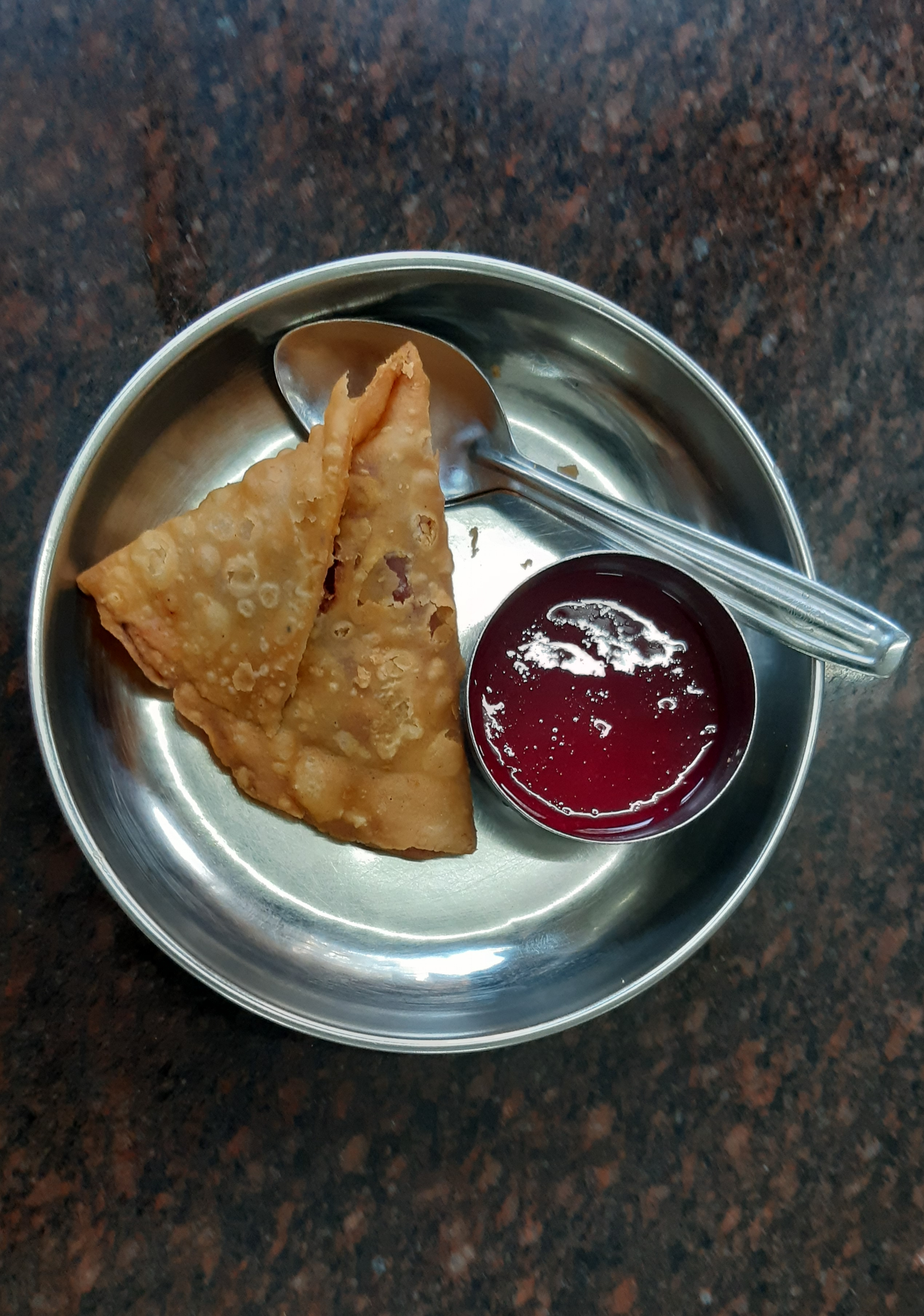
ケーララ州のカフェで売られているトマトケチャップが添えられたサモサ
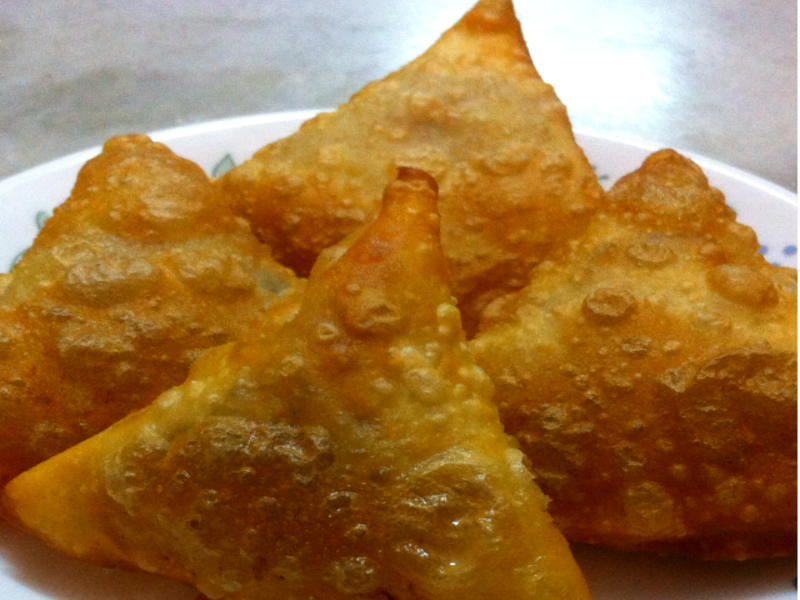
野菜のサモサ
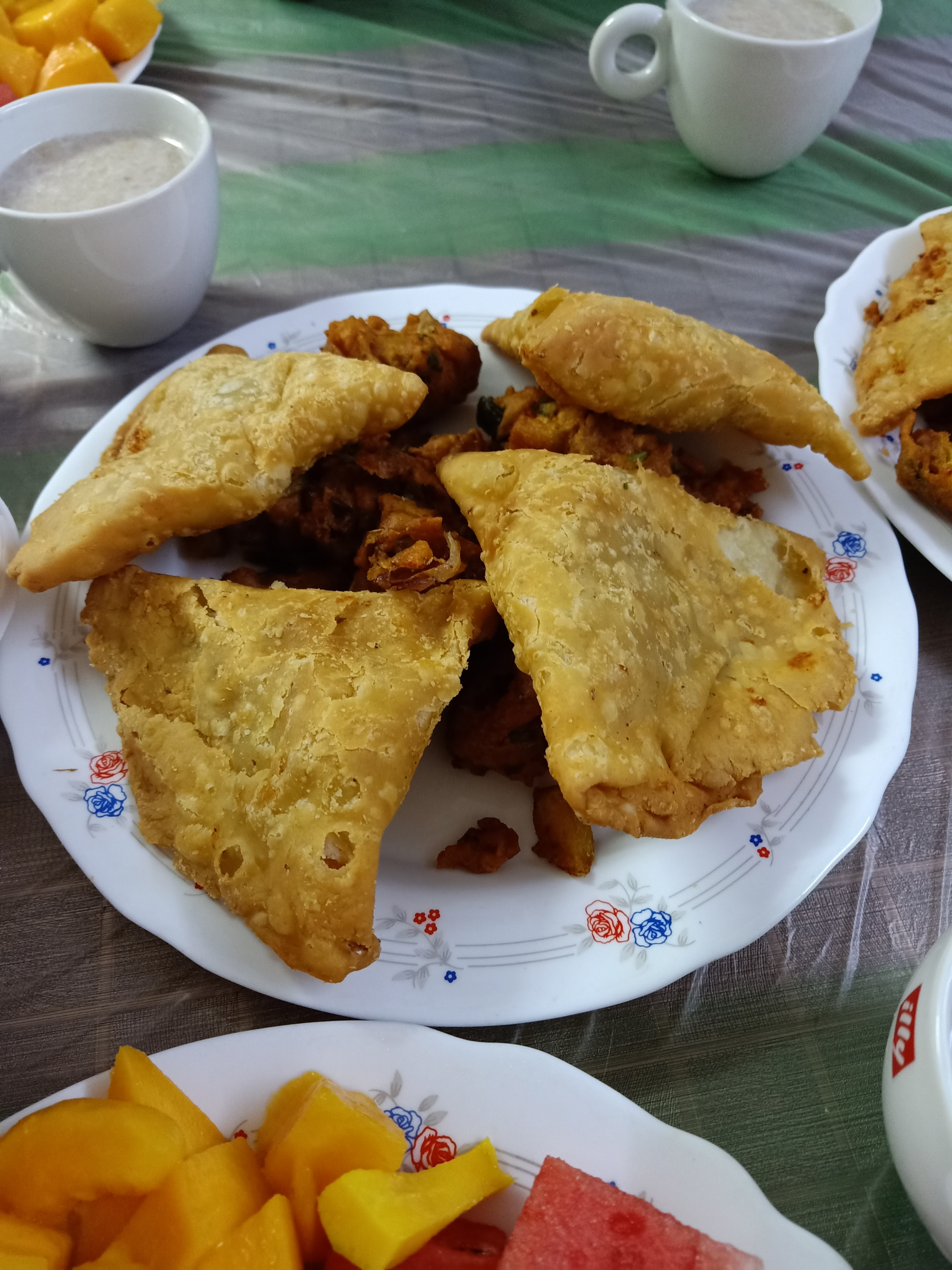
野菜のサモサ

### バングラデシュ

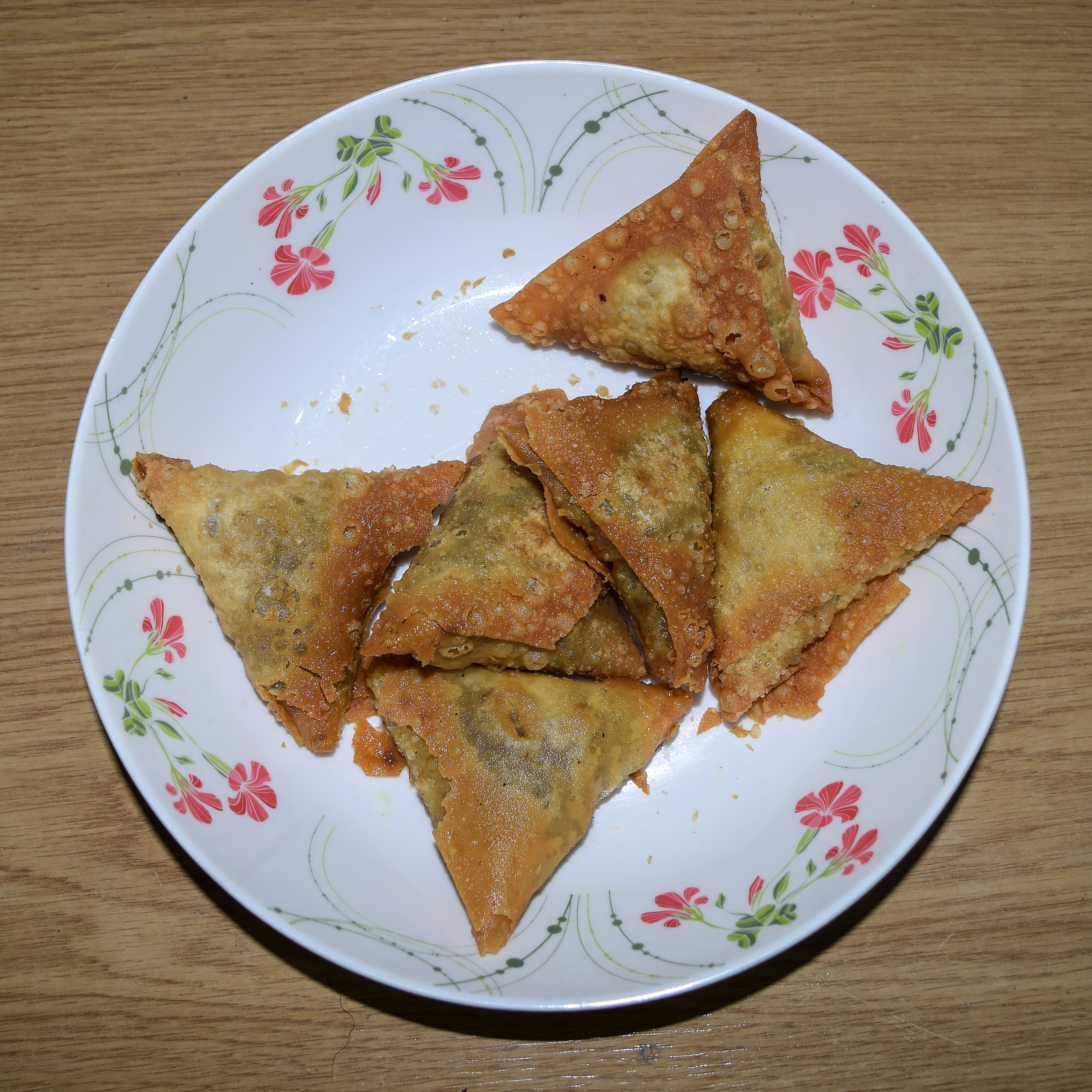
バングラデシュのサモサ

バングラデシュでは平たい三角形と四面体、三角錐のサモサ（サムサ）が作られている。平らな形のサモサはソモサ、もしくはソムチャと呼ばれ、通常はタマネギとひき肉が詰められている。シンガラ（সিঙাড়া）と呼ばれるサモサに肉は入れられず、ピーナッツ、スライスしたココナッツ、ジャガイモなどの野菜、青唐辛子、クミンホールがフィリングに使われるが、牛のレバーを詰めたシンガラは一部の地域で人気がある。サモサ、シンガラは屋台で作られるナスタ（軽食）として親しまれている。

### ネパール
サモサはネパールの東部ではシンガダと呼ばれ、他の地域ではサモサと呼ばれている。インドと同様にネパール料理でもサモサは人気がある軽食であり、多くの市場やレストランで売られている。

### パキスタン
パキスタンの各地では様々な種類のサモサが作られている。シンド州の南部とパンジャーブ州の東部、ラホールで売られているサモサのほとんどは香辛料が多く、野菜かジャガイモの生地がフィリングに使われている。パキスタンの西部と北部のサモサの多くは挽肉が中心のフィリングが使われており、辛さはやや抑えられている。フィリングに用いられる肉類は羊肉、牛肉、鶏肉の挽肉であり、パキスタンでも軽食として人気がある。また、ラマダーン月に食べられるイフタールの定番料理となっている。
カラチのサモサは香辛料が効いた風味で有名であり、ファイサラーバードのサモサは大きなサイズが特徴となっている。カラチで作られるサモサのもう一つの特徴はワンタンや春巻に似ている薄くサクサクした生地のため、「紙のサモサ」を意味するkaghazi samosa（کاغذی سموسہ）の名前で呼ばれている。潰して香辛料を効かせたヒヨコマメ、タマネギ、コリアンダーの葉のサラダなどの付け合わせとサモサの上に載せる様々なチャツネをサモサに添えた取り合わせもパンジャーブ州で人気がある。ペシャーワルなどのパキスタンの都市ではサモサは甘い菓子としても作られており、甘いサモサにフィリングは入れられず、濃い砂糖のシロップに浸されている。
パンジャーブ州では、砕いたサモサに香辛料を効かせたヒヨコマメ（チャナ・チャート）、ヨーグルト、チャツネを添えたサモサ・チャートという軽食も人気を博している。

### モルディブ
モルディブ料理ではサモサはバジヤと呼ばれ、マグロなどの魚とタマネギを混ぜたフィリングが生地に包まれている。